# Неофит (Масурас)
Митрополи́т Неофи́т (греч. Μητροπολίτης Νεόφυτος, в миру О́мирос Масу́рас, греч. Όμηρος Μασούρας; род. 21 января 1962, деревня Пано-Зодия, район Никосия) — епископ Кипрской православной церкви, митрополит Морфский и проэдр Соли.

## Биография
По завершении начального образования поступил в 3-ю Морфскую гимназию, но из-за турецкого вторжения вынужден был завершать обучение во 2-й Акропольской гимназии Никосии.
В 1985 году окончил юридический факультет Афинского университета. До 1987 года оставался в Греции и в это время вошел в личное знакомство с некоторыми современными подвижниками Православной Церкви. Один из них, старец Иаков Цаликис, его духовный отец, вдохновил юношу на принятие монашества.
В начале 1987 года возвратился на Кипр и поступил послушником в Монастырь святого Георгия Конта в Ларнаке.
27 декабря того же года в монастыре Святого Георгия он был рукоположен во диакона митрополитом Китийским Хризостомом (Махериотисом).
В июле 1994 года вместе с архимандритом Симеоном возобновил Монастырь святого Георгия в Мавровуни.
В 1988 году поступил на богословский факультет Афинского университета, который окончил в 1993 году. одновременно с 1990 по 1993 год был членом церковного суда Китийской митрополии.
19 декабря 1993 года митрополитом Китийским Хризостомом был рукоположен в пресвитера с возведением в сан архимандрита.
В 1996—1998 годы — член комиссии по интронизации Китийской митрополии.
22 августа 1998 года решением был избран митрополитом Морфским.
13 сентября того же года во временной резиденции Морфских митрополитов в деревне Эвриху состоялась его епископская хиротония с возведением в сан митрополита. На хиротонии присутствовал президент республики Кипр и другие официальные лица. В тот же день состоялась его интронизация.
В 2006 году по инициативе митрополита Морфского Неофита американская организация USAID занялась реставрационными работами по сохранению уникальных напольных мозаик раннехристианской базилики святого Авксивия, епископа Солийского, разрушенной арабами.
По договорённости с властями Северного Кипра посещал Гюзельюрт (Морфу), где окормлял русскоязычных верующих.
В 2020 году был одним из иерархов Кипрской Церкви, который отказался признавать автокефалию ПЦУ.
Был одним из шести иерархов Кипрской церкви, которые 18 декабря 2022 года были кандидатами в выборах нового предстоятеля, после смерти архиепископа Хризостома II. Набрал 9,80% голосов, занял пятое место и таким образом не прошёл во второй тур выборов из трёх кандидатов.